# تكمي نآيت احماد (أدار)
تكمي نآيت احماد هو دُوَّار يقع بجماعة تغازوت، عمالة أكادير إدا وتنان، جهة سوس ماسة في المملكة المغربية. ينتمي الدوّار لمشيخة أدار التي تضم 9 دواوير. يقدر عدد سكانه بـ 33 نسمة حسب الإحصاء الرسمي للسكان والسكنى لسنة 2004.

## روابط خارجية
- البوابة الوطنية للجماعات الترابية نسخة محفوظة 12 مارس 2018 على موقع واي باك مشين.
- المندوبية السامية للتخطيط